# カノムケソーンラムチアック
カノム・ケソーン・ラムチアック（タイ語: ขนมเกสรลำเจียก）はタイ王国で頻繁に食されている菓子の一種。観光客の前に出てくることは珍しくあまり知られていないデザートと言える。 
これは古くからハレの場で提供される菓子であった。形状はカノムトーキョーに近く、甘いクリームが詰まった、薄く平らな小麦粉製の生地からなる。 
材料としては、もち米 、砂糖、ココナッツミルクの3つのみである。調理法は、もち米粉にココナッツミルクを混ぜて炊いたあと熱鍋のふるいにかけ、その後ココナッツと砂糖を混ぜたもち米粉を入れ、最後に細長い団子状に形を整えるやり方が一般的である。 
まだ熱いうちに食べると、デザートの香りがすることから、原義は「パンダナス花粉菓子」という意味である。 